# St. Remigius (Rohrdorf)

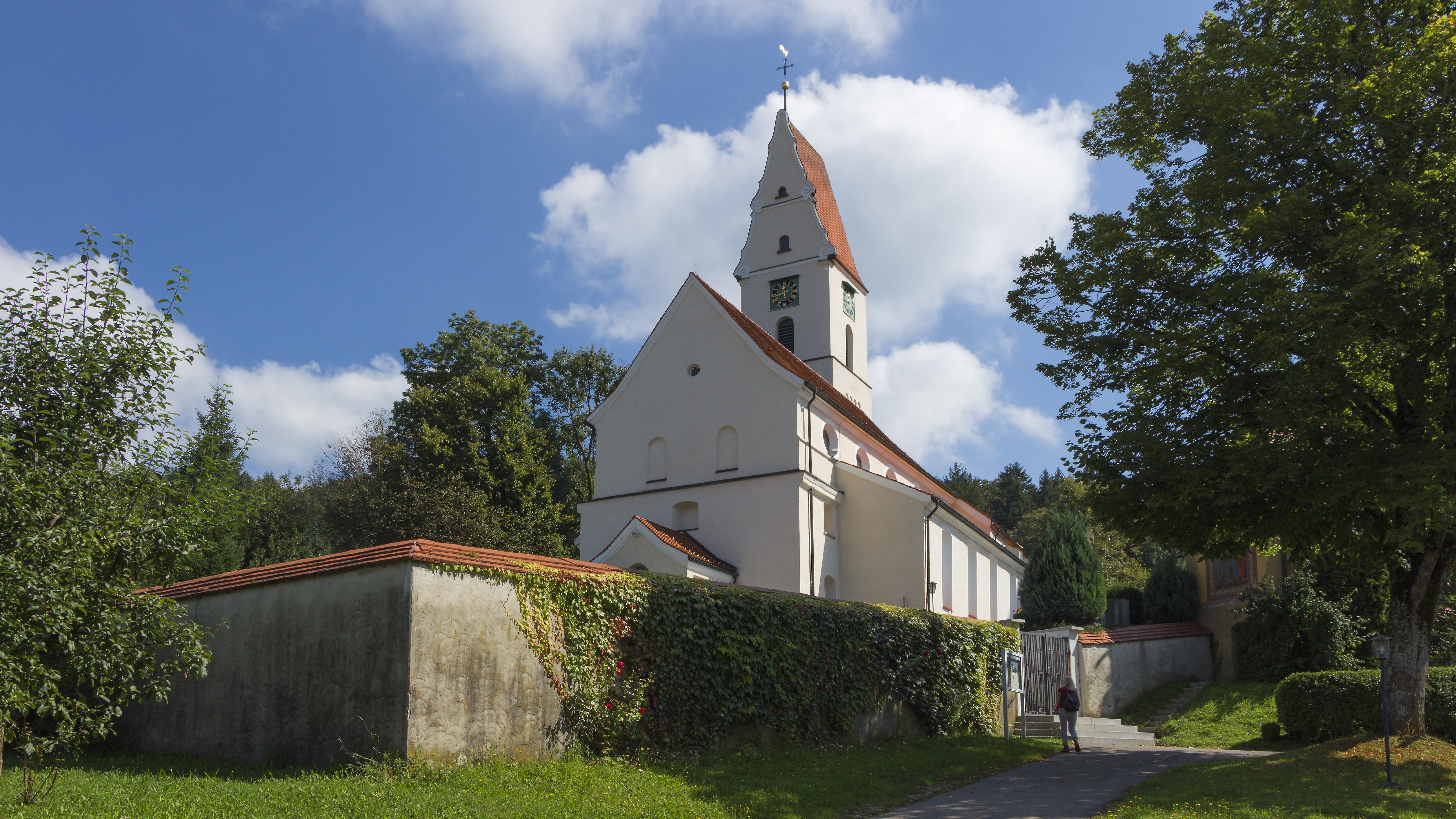
St. Remigius in Rohrdorf

Die römisch-katholische Pfarrkirche St. Remigius steht in Rohrdorf, einem Ortsteil der Stadt Isny im Allgäu im Landkreis Ravensburg in Baden-Württemberg. Die Kirchengemeinde gehört zur Diözese Rottenburg-Stuttgart. Das Bauwerk ist beim Landesamt für Denkmalpflege Baden-Württemberg als Baudenkmal eingetragen.

## Beschreibung
Die 1298 errichtete Saalkirche wurde 1501 in eine Basilika  mit einem Mittelschiff und zwei Seitenschiffen umgestaltet. Sie wurde 1746 im barocken Baustil verändert. Im Osten des Langhauses befindet sich der eingezogene, dreiseitig geschlossene Chor, an dessen Nordwand der im Kern gotische Chorflankenturm angebaut ist, dessen untere Geschosse aus der Zeit der Romanik stammen. In seiner Glockenstube hängen drei Kirchenglocken, die Friedrich Wilhelm Schilling 1950 gegossen hat, und eine ältere Glocke von 1883. 
Eine um 1425/30 geschaffene Statue des heiligen Augustinus im Innenraum wird der frühen Schaffensphase von Hans Multscher zugeschrieben.